# ¡Vamos a jugar!
¡Vamos a jugar! es el séptimo álbum infantil de Tatiana, que fue editado y grabado en el año de 1999 y lanzado al mercado a principios del 2000.

## Información del álbum
Este álbum se destaca porque en esta ocasión Tatiana emplearía ritmos de música grupera (tal como en los temas «¡Vamos a jugar!» y «La banda dominguera»), sin dejar atrás las melodías pop y la balada característica de sus anteriores álbumes. Cuenta además con la participación de Grupo Límite, con quienes interpreta el tema «¡Vamos a jugar!». 

## Sencillos
Contó con dos sencillos: «¡Vamos a jugar!», que interpretó al lado del Grupo Límite y cuyo vídeo se estrenó en el programa El espacio de Tatiana a finales de enero de 2000, y «Chicas de hoy», el cual es una versión del tema que la cantante habría hecho popular en 1986 y que le daría el título al álbum lanzado por ella en ese año.

## Lista de canciones
| #   | Título                 | Duración | Compositor                                       |
| --- | ---------------------- | -------- | ------------------------------------------------ |
| 1.  | ¡Vamos a jugar!        | 3:01     | Lorenzo Antonio                                  |
| 2.  | El médico brujo        | 2:58     | Ross Bagdassarian                                |
| 3.  | No seas flojo          | 2:47     | Juan Carlos Abara                                |
| 4.  | México                 | 3:05     | Ámparo Rubín                                     |
| 5.  | Papo, el zapato        | 4:00     | Juan Carlos Abara                                |
| 6.  | Veo, veo               | 3:21     | Eduardo Rodrigo                                  |
| 7.  | La risa de las vocales | 2:40     | Tirzo Paíz                                       |
| 8.  | Chicas de hoy          | 3:11     | Gian Pietro Felissatti                           |
| 9.  | La yenka               | 2:39     | Rafael Trabucchelli                              |
| 10. | La gallina turuleca    | 3:00     | Alfonso Jofre De Villegas Genaro Monreal Lacosta |
| 11. | La banda dominguera    | 2:40     | Jorge Carlos Portunatto                          |
| 12. | Oración                | 3:02     | Tatiana                                          |